# Таксим (политика)

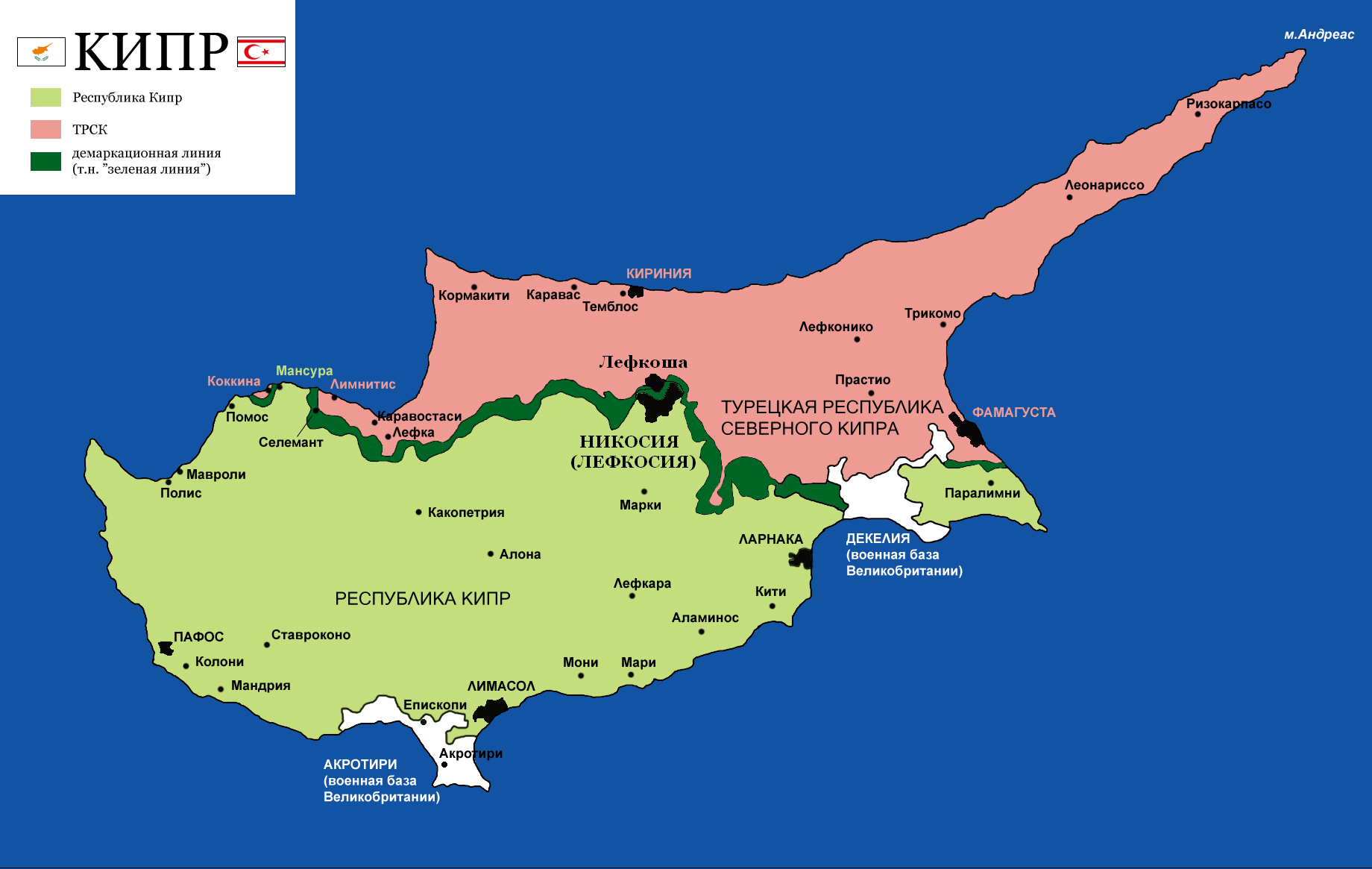
Реализация идеи таксима: карта Кипра после раздела 1974 года.

Таксим (буквально «раздел»; тур. Taksim) — этнополитическая концепция, получившая распространение в турецко-киприотской среде середины XX века, согласно которой остров Кипр должен быть поделён на две части: греческую и турецкую. Таким образом, сторонники таксима были ярыми противниками энозиса (вхождения Кипра в состав Греции), который пользовался популярностью у греческого населения острова. Сам термин является арабизмом, а потому турецкая гармония гласных в нём отсутствует.

## История
В период между двумя мировыми войнами лидеры турок-киприотов, противодействуя лозунгу энозиса, стали требовать сохранить на Кипре британское господство или возвратить остров Турции. После Второй мировой войны ими был выдвинут лозунг таксима — раздела острова с последующим присоединением его частей к Греции и Турции, который был поддержан властями Турции. Учитывая относительную малочисленность мусульманской общины острова (около 18 %), а также её рассеянное расселение по его территории, шансы на успех таксима у собственно турецко-киприотских сил были фактически равны нулю. Однако британские колониальные власти, столкнувшиеся с решительным деколонизационным движением греков-киприотов, стали активно сотрудничать с мусульманской общиной, оказывая ей непропорционально высокую административную помощь и поддержку.

## Конфликт
Заинтересованная в энозисе Греция, а также сами греки-киприоты, склонные смотреть на турок-киприотов как на временных «мигрантов», по понятным причинам отнеслись к идее таксима резко отрицательно. Более того, так как мусульмане жили по всему острову, не составляя большинства практически нигде, прямой раздел территории на две части был невозможен без вынужденных переселений. Поэтому турки-киприоты в целом благожелательно отнеслись к выдвинутой англичанами идее предоставления острову независимости при соблюдении интересов турецкого меньшинства.

## Результат
В 1959 году под давлением Великобритании Греция была вынуждена заявить об отказе от энозиса и заключить соглашение с Турцией по вопросу о будущем статусе Кипра. Согласно Цюрихско-Лондонским соглашениям, Кипр стал единым независимым государством, в котором права обеих общин гарантировались введением фиксированных пропорций в органах власти. Англия, Греция и Турция становились гарантами этого статуса, а также соблюдения прав обеих общин. Именно на основе этих соглашений была разработана конституция Кипра, получившего независимость в 1960 году. Впрочем, подписание формальных соглашений не означало их реального соблюдения. Бытовые отношения между двумя общинами продолжали ухудшаться на протяжении последующих лет. В конце концов, мусульманские кварталы в большинстве населённых пунктов острова оказались отрезанными от внешнего мира. В 1974 году правившая в Греции военная хунта осуществила переворот, отстранив от власти кипрского президента архиепископа Макариоса. Вслед за переворотом войска Турецкой республики под предлогом восстановления конституционного порядка оккупировали северную часть острова, а также эксклав Эренкёй, составляющие 37 % территории Кипра. Поделенной на две части оказалась и столица острова город Никосия. Вместо восстановления конституционного порядка турецкие войска произвели этническую чистку и изгнание греческого населения с оккупированных территорий, при этом турецкое население юга острова переселилось на север. Таким образом, идеи таксима были претворены в жизнь. На оккупированной территории была создана Турецкая Республика Северного Кипра (ТРСК). ТРСК не признаётся международным сообществом в качестве независимого государства; Европейский Союз продолжает считать её территорию частью Республики Кипр, временно находящейся вне контроля кипрского правительства.